# Příkosice
Příkosice jsou obec v okrese Rokycany v Plzeňském kraji. Leží zhruba třináct kilometrů jihovýchodně od Rokycan. Žije v nich 428 obyvatel. Příkosice jsou rozděleny na Dolní Příkosice ležící na severovýchodě a Horní Příkosice ležící na jihozápadě v sedle mezi kopcem Ve Skalách a pahorkem Kuželkovic vršek. Obcí vede železniční trať 175 Rokycany – Nezvěstice (zastávky Příkosice zastávka a Příkosice).

## Historie
První písemná zmínka o obci pochází z roku 1407.

## Obyvatelstvo
| Rok            | 1869 | 1880 | 1890 | 1900 | 1910 | 1921 | 1930 | 1950 | 1961 | 1970 | 1980 | 1991 | 2001 | 2011 | 2021 |
| -------------- | ---- | ---- | ---- | ---- | ---- | ---- | ---- | ---- | ---- | ---- | ---- | ---- | ---- | ---- | ---- |
| Počet obyvatel | 666  | 747  | 766  | 678  | 621  | 673  | 638  | 425  | 430  | 432  | 408  | 344  | 341  | 404  | 407  |
| Počet domů     | 78   | 93   | 101  | 97   | 102  | 110  | 126  | 129  | 121  | 123  | 119  | 132  | 139  | 155  | 165  |

## Obecní správa
Mezi lety 1869–1979 Příkosice byly obcí v okrese Plzeň (1869–1890) a později v okrese Rokycany. Od 1. ledna 1980 do 31. prosince 1991 patřily jako část města k Mirošovu a od 1. ledna 1992 jsou opět samostatnou obcí. V letech 1961–1979 k obci patřil Štítov.

### Obecní symboly
Znak a vlajka byly obci uděleny rozhodnutím předsedy Poslanecké sněmovny Parlamentu České republiky dne 21. června 2018.

## Pamětihodnosti
- Zřícenina hradu Homberk, archeologické naleziště, nachází se na jihozápadním konci hřebene, přibližně 800 metrů severozápadně od obce Vísky.